# Don’t Make Me Over (песня)
«Don’t Make Me Over» (с англ. — «Не пытайся меня изменить») — песня, записанная американской певицей Дайон Уорвик в 1962 году для её дебютного студийного альбома Presenting Dionne Warwick. Авторами и продюсерами выступили Берт Бакарак и Хэл Дэвид.
Песня была выпущена как лид-сингл с альбома осенью 1962 года. В чарте Billboard Hot 100 песня достигла 21 места, а в чарте Hot R&B Singles песня вошла в пятёрку лучших.
Версия Дайон Уорвик была включена в Зал славы премии «Грэмми» в 2000 году.

## Чарты
| Чарт (1962–63)                             | Высшая позиция |
| ------------------------------------------ | -------------- |
| Бельгия/Валлония (Ultratip Bubbling Under) | —              |
| США (Billboard Hot 100)                    | 21             |
| США (Billboard Hot R&B/Hip-Hop Songs)      | 5              |
| Франция (IFOP)                             | 69             |

## Версия Сибил
В 1989 году американская певица Сибил достигла 20 места в чарте Billboard Hot 100 со своей версией, на одну позицию выше оригинала Уорвик, и второй строчки в чарте Hot Black Singles, в конечном итоге получив золотую сертификацию Американской ассоциации звукозаписывающих компаний. Эта версия также стала международным хитом, достигнув 19 места в сингловом чарте Великобритании, и возглавив чарт Новой Зеландии на четыре недели.

### Чарты
| Чарт (1989–90)                                    | Пиковая позиция |
| ------------------------------------------------- | --------------- |
| Австралия (ARIA)                                  | 144             |
| Великобритания (OCC UK Singles)                   | 19              |
| Германия (GfK)                                    | 40              |
| Канада (RPM Dance/Urban)                          | 2               |
| Канада (RPM Top Singles)                          | 58              |
| Нидерланды (Single Top 100)                       | 48              |
| Новая Зеландия (Recorded Music NZ)                | 1               |
| США (Billboard Hot 100)                           | 20              |
| США (Billboard Dance Club Songs)                  | 4               |
| США (BillboardHot Dance Music/Maxi-Singles Sales) | 2               |
| США (Billboard Hot R&B/Hip-Hop Songs)             | 2               |

### Сертификации и продажи
| Регион | Сертификация | Продажи  |
| --- | ------------ | -------- |
| США (RIAA) | Золотой      | 500 000^ |
| * Данные о продажах приведены только на основе сертификации. ^ Данные о тиражах приведены только на основе сертификации. |              |          |

## Другие версии
- 1966 году группа The Swinging Blue Jeans записали свою версию, которая попала на 31 строчку британского чарта[17].
- В 1979 году певица Дженнифер Уорнс выпустила свою версию, которая заняла 67 место в чарте Billboard Hot 100[18].